# Omphalodes aliena
Omphalodes aliena är en strävbladig växtart som beskrevs av Asa Gray och William Botting Hemsley. Omphalodes aliena ingår i släktet lammtungor, och familjen strävbladiga växter. Inga underarter finns listade i Catalogue of Life.